# 密花相思
密花相思也叫金荆（英語：golden wattle），是豆科相思树属植物，原产澳大利亚，是澳大利亚的国花。在中文世界，其英文名常误译为“金合欢”，为澳大利亚华人杰出青年设立的金合欢奖之名也源于这一误译。有些中文资料甚至将澳大利亚国花的学名标成金合欢的学名。真正的金合欢原产美洲，在澳大利亚被视为外来杂草。